# Adriaan Joseph van Rossem
Adriaan Joseph van Rossem (Chicago, 17 december 1892 - Los Angeles, 4 september 1949) was een Amerikaanse ornitholoog. 

## Familiegeschiedenis
Zijn vader Adriaan Cornelis van Rossem (1865–1895) trouwde op 11 november 1891 met Josephine Williams (1873–?). Uit dit huwelijk werd naast Adriaan een tweede zoon Walter Johannes (1894-?) geboren. Zijn vader was in de gemeentelijke en zakelijke kringen van Rotterdam en Nederlands-Indië een gewaardeerd man, die via Londen uiteindelijk verhuisde naar Chicago om daar internationale zaken af te handelen. De grootvader van moeders kant Joseph Williams uit Goderich was eveneens een succesvol zakenman, die zijn geld met hout, fabricage van waren en verscheping over de grote zeeën verdiende. In augustus 1894 verslechterde de gezondheidstoestand van zijn vader zich zo erg, dat hij voor behandeling vervolgens naar Nederland en Zwitserland terugkeerde. Uiteindelijk overleed hij op 6 februari 1895 in Leysin-sur-Aigle. Om deze reden keerde de moeder met haar twee jonge kinderen naar Canada terug. In september 1895 verhuisde ze ten slotte naar Californië en liet een huis bouwen in Pasadena, met een mooi uitzicht op de Arroyo Secco. Hier groeiden de kinderen op en bezochten publieke en particuliere scholen, voordat Adriaan Joseph een studie begon aan het Throop Polytechnic Institute. In 1918 trouwde hij met Grace Burr Coolidge (1888-1972), maar dit huwelijk werd in 1934 ontbonden. Uit dit huwelijk kwamen de zoons Donald Richard en Adriaan Peter voort. In 1934 trouwde hij met Florence S. Stevenson, die in 1944 overleed. Daarop volgde een verder huwelijk met Dorothy Sanderson, die reeds in 1946 overleed.

## Wetenschappelijke carrière
Joseph Grinnell (1877-1939) wekte in 1903 bij de jonge Van Rossum de interesse voor de natuur. Toen Van Rossum in 1914 een artikel publiceerde in El Salvador over de grote kiskadie (Pitangus sulphuratus), kwalificeerde Grinnell dit in een brief aan Van Rossum als uitstekend. Zijn eerste expedities buiten het gebied van Pasadena leidden hem in april 1909 samen met James Benjamin Dixon (1886-1978) naar de Coronado-eilanden, in de winter van 1910/1911 naar het gebied rondom het Daltonmeer en in de lente van 1911 samen met Alfred Brazier Howell (1886-1961) naar het eiland Santa Cruz.
Tijden deze reizen werd in 1912 besloten om in El Salvador te verzamelen van februari tot augustus. De reis was het begin van zijn levenslange passie voor de tropische avifauna. Ondertussen had hij zich een goede naam verworven als preparator van dieren en veldvorser. John Eugene Law (1877-1931) gaf hem de opdracht om van oktober tot juni 1915 voor hem in de Chiricahua Mountains te gaan verzamelen. Daarbij kwam een buitengewone opbrengst samen, die vervolgens in het Museum of Vertebrate Zoology terechtkwam, maar uiteindelijk door Laura Beatty Law Bailey naar Virginia werd verplaatst. Omdat Law en Van Rossum het niet eens konden worden over de hoogte van de betaling voor zijn diensten, verscheen nooit een publicatie over deze verzameling. Het conflict met Law karakteriseerde Van Rossums betrekkingen met andere ornithologen uit het zuidelijk Californië.
Van 1915 tot 1917 werkte Van Rossum in het mijnbouw- en vastgoedbedrijf in Sierra City in de Sierra Nevada. Gedurende deze tijd werd zijn echte passie verzamelen een beetje verwaarloosd, maar hij prepareerde in die tijd toch ongeveer 300 balgen. Samen met Chester Converse Lamb (1882-1965) werkte hij in 1917 voor de B.F. Goodrich Company in een mobiel kantoor in de stratenbouw en als opzichter. In april 1917 werd hij samen met zijn broer voor de United States Army opgeroepen. Er volgde een opleiding in San Diego en Fort Lewis. In november bezocht hij de officiersschool en voleindigde zijn dienst in Georgia. In juni 1918 werd hij tot onderluitenant en in november 1919 tot luitenant bevorderd. Tot mei 1919 diende hij als commandant van de compagnie machinegeweer, trad uiteindelijk terug als reservist en keerde terug naar Californië.
Tijdens deze periode begon zijn contact met Donald Ryder Dickey (1887-1932). Dickey volgde tijdens deze periode zijn passie en vergaarde een verzameling van 50.000 gewervelde dieren. Van Rossum werkte 13 jaar als assistent voor het zogenaamde Dickey Instituut. De coöperatie van beiden was zeer vruchtbaar en bereikte het hoogtepunt met de toekenning van de William Brewster-medaille voor hun werk The Birds of El Salvador in 1939. Eigenlijk kwam het werk alleen voort uit de pen van Van Rossum, maar deze wilde zijn mentor de eer van het co-auteurschap niet ontnemen.
Tijdens dit stadium ontstonden ook publicaties over het verenkleed van de zwarte stern (Chlidonias niger), een studie over de zanggors (Melospiza melodia) op Santa Barbara Island en de Coronado-eilanden, een onderzoek van de Dwergboomklever (Sitta pygmaea) en kritische aanmerkingen over de gewone maskerzanger (Geothlypis trichas) in het zuidwesten aan de Pacifische kust.
In dezelfde periode bracht Van Rossum meerdere expedities ten uitvoer. Zo bezocht hij het zuiden van Californië, Baja California, het zuiden van Nevada, Sonora en El Salvador. Samen met Alden Holmes Miller (1906-1965) bezocht hij in 1922 het Buena Vista Lake in Californië. In 1925 bereisde hij samen met Ruben Arthur Stirton (1901-1966) opnieuw El Salvador.
In 1928 werd hij opgenomen aan het Occidental College in Los Angeles. Hij volgde een driejarige opleiding in beeldende kunst en verbeterde zijn talenkennis. Ook een cursus in zoölogie behoorde tot de opleiding. In 1948 kreeg hij van het college het eredoctoraat van de natuurkunde.
Na de dood van Dickey werd diens verzameling voorlopig ondergebracht in het California Institute of Technology met een onzekere toekomst. De financiering stond wegens de moeilijke economische situatie op losse schroeven. De situatie ontspande zich iets dankzij de steun van Clinton Gilbert Abbott (1881-1946) van het San Diego Natural History Museum. Enkele projecten werden gesteund door markgraaf Masauyi Hachisuka (1903-1953), die voor een tijdje aanwezig was in het zuiden van Californië. Dickey's weduwe ondersteunde Van Rossum nauwelijks. Met inspanning van Loye Holmes Miller (1874-1970) kwam het tot een samenwerkingsverband en de verzameling werd in 1940 overgebracht naar de University of California in Los Angeles. De tentoonstellingsstukken werden in de Clark Library ondergebracht en Van Rossum kreeg een betrekking als universiteitsconservator, die verantwoordelijk was voor Dickey's verzameling. Later werd hij senior museumzoöloog. Sinds 1946 werkte hij ook als docent voor zoölogie, hetgeen hem de mogelijkheid bood om gelimiteerd deel te nemen aan de bijscholing voor gevorderde studenten.
Na zijn dood in 1949 werd de waardevolle verzameling van ongeveer 60.000 tentoonstellingsstukken in een brandbestendig gebouw op de campus van de universiteit van Westwood ondergebracht. Zijn opvolger Thomas Raymond Howell (1924-2004) ontfermde zich over de verzameling.
Tussen 1930 en 1940 verplaatste zich Van Rossums onderzoeksthematiek op het noordwesten van Mexico. Dit leidde tot zijn tweede grote werk A Distributional Survey of the Birds of Sonora, Mexico. De impuls tot dit werk gaat terug op de grote verzameling van vogelhuiden uit Sonora, die Dickey in 1929 had verkregen van John Thomas Wright. Dus zocht Van Rossum tussen 1930 en 1932 het Municipio Guaymas en eilanden langs de kust van Sonora op. In 1937 volgde een reis, die hem kriskras door deze Mexicaanse staat leidde. Ook na het verschijnen van het werk bevond hij zich tot 1948 steeds weer in dit gebied, vaak begeleid door Loye Miller.
In zijn ijver om de taxonomie van Mexicaanse en Midden-Amerikaanse vogels bij te werken, bezocht hij in 1933 Europa en in het bijzonder het Natural History Museum. In 1938 keerde hij terug naar Europa om in Rouen het 9e International Ornithological Congress te bezoeken. Uit zijn eerste bezoek aan Europa met verdere onderzoeken aan het Louis Agassiz Museum of Comparative Zoology ontstond uiteindelijk het artikel Critical Notes on Middle American Birds, dat zich met de classificatie van Midden-Amerikaanse vogels bezighield en verhelderende analyses over de verzameling van William Brewster bevatte. Bovendien bestudeerde hij de verzameling van Marson Abbott Frazar (1860-1925), die zich echter als onbetrouwbaar uitwees, aangezien de verzamelaar de huiden met ongepaste middelen had geprepareerd en daardoor de originele kleuring van het verenkleed had vervalst. Tot zijn zwakkere publicaties behoorde Descriptions of twenty-one new races of Fringillidae and Icteridae from Mexico and Guatemala, waarvoor hij dan ook heftig werd bekritiseerd. In 1939 had hij opnieuw de mogelijkheid om naar Europa te reizen om daar de Guggenheim-studiebeurs op te halen. De reis werd door het uitbreken van de Eerste Wereldoorlog verkort, maar desondanks liet hij het zich niet nemen om Parijs, Brussel, Leiden en enkele steden in Duitsland en Londen te bezoeken.
Tot zijn belangrijkste werken uit een tijd, waarin zijn hoofdaandachtspunt op zijn werk over de avifauna van Sonora zich richtte, zijn zeer zeker Birds of the Charleston Mountains, Nevada en A Synopsis of the Savannah Sparrows of Northwestern Mexico te noemen. Beide werken hielden zich uitgebreid bezig met geografische en ecologische inzichten. In zijn laatste episode hield hij zich uitvoerig bezig met de schreeuwuilen (Megascops) van Sonora, waarbij hij hierbij zeer innig met Loye Miller samenwerkte. Zijn manuscript werd door zijn dood in een vroeg stadium abrupt onderbroken, maar werd daarom door Alden en Loye Miller in hun artikel Geographic variation of the screech owls of the deserts of western north america verwerkt.

## Lidmaatschappen
In 1934 werd hij tot fellow van de American Ornithologists' Union gekozen en werd in 1946 in hun bestuursraad opgenomen. In 1944 was hij werkzaam als president van de afdeling Zuid van de Cooper Ornithological Club en na deze ambtstermijn in de directie. In 1937 werd hij gekozen tot corresponderend lid van de Sociedad de Biología de México.

## Overlijden
Adriaan Joseph van Rossem overleed in september 1949 op 56-jarige leeftijd.

## Naamgevingen
- Wenkbrauwmotmot (Eumomota superciliosa vanrossemi) – benoemd door Ludlow Griscom, 1929
- Bruinkapmotmot (Momotus mexicanus vanrossemi) – benoemd door Robert Thomas Moore, 1932
- Cayennebosral (Aramides cajaneus vanrossemi) – benoemd door Donald Ryder Dickey, 1929
- Lachstern (Gelochelidon nilotica vanrossemi) – benoemd door Griffing Bancroft, 1929
- Vale winterkoning (Cantorchilus modestus vanrossem) – benoemd door Allan Robert Phillips, 1986
- Geelgroene vireo (Vireo flavoviridis vanrossemi) – benoemd door Allan Robert Phillips, 1991
- Witteugelmuggenvanger (Polioptila albiloris vanrossemi) – benoemd door Pierce Brodkorb, 1944

## Eerste beschrijvingen door Adriaan Joseph van Rossem
- Acaciawinterkoning (Thryophilus pleurostictus lateralis) (Dickey & van Rossem, 1927)
- Acaciawinterkoning (Thryophilus pleurostictus oblitus) (van Rossem, 1934)
- Amerikaanse boomkruiper (Certhia americana leucosticta) van Rossem, 1931
- Amerikaanse dodaars (Tachybaptus dominicus bangsi) (van Rossem & Hachisuka, 1937)
- Amerikaanse rotswinterkoning (Salpinctes obsoletus costaricensis) van Rossem, 1941
- Amerikaanse rotswinterkoning (Salpinctes obsoletus tenuirostris) van Rossem, 1943
- Amerikaanse sperwer (Accipiter striatus suttoni) van Rossem, 1939
- Amerikaanse woudaap (Ixobrychus exilis pullus) van Rossem, 1930
- Amerikaanse zwarte arend (Buteogallus solitarius sheffleri) (van Rossem, 1948)
- Bandstaartduif (Patagioenas fasciata letonai) (Dickey & van Rossem, 1926)
- Bergkwartel (Oreortyx pictus eremophilus) van Rossem, 1937
- Blauwe bisschop (Passerina caerulea deltarhyncha) (van Rossem, 1938)
- Blauwgrijze muggenvanger (Polioptila caerulea deppei) van Rossem, 1934
- Blauwkaporganist (Euphonia elegantissima rileyi) (van Rossem, 1942)
- Bleekkeeltiran (Myiarchus nuttingi flavidior) van Rossem, 1936
- Bloedtangare (Piranga bidentata citrea) van Rossem, 1934
- Bonte gierzwaluw (Aeronautes saxatalis nigrior) Dickey & van Rossem, 1928
- Bruinrugsolitaire (Myadestes occidentalis oberholseri) Dickey & van Rossem, 1925
- Bullocks troepiaal (Icterus bullockii parvus) van Rossem, 1945
- Californische grondspecht (Colaptes chrysoides tenebrosus) van Rossem, 1930
- Californische kuifkwartel (Callipepla californica canfieldae) (van Rossem, 1939)
- Californische meeuw (Larus occidentalis wymani) Dickey & Van Rossem, 1925
- Californische muggenvanger (Polioptila californica pontilis) van Rossem, 1931
- Cassins alk (Ptychoramphus aleuticus australis) van Rossem, 1939
- Dennensijs (Spinus pinus perplexus) (van Rossem, 1938)
- Dwergboomklever (Sitta pygmaea flavinucha) van Rossem, 1939
- Dwergboomklever (Sitta pygmaea melanotis) van Rossem, 1929
- Eekhoornkoekoek (Piaya cayana extima) van Rossem, 1930
- Eikelspecht (Melanerpes formicivorus lineatus) (Dickey & van Rossem, 1927)
- Epauletspreeuw (Agelaius phoeniceus littoralis) Howell & van Rossem, 1928
- Epauletspreeuw (Agelaius phoeniceus mailliardorum) van Rossem, 1926
- Epauletspreeuw (Agelaius phoeniceus mearnsi) Howell & van Rossem, 1928
- Epauletspreeuw (Agelaius phoeniceus nyaritensis) Dickey & van Rossem, 1925
- Geelborstzanger (Icteria virens tropicalis) van Rossem, 1939
- Geelgroene vireo (Vireo flavoviridis hypoleucos) van Rossem & Hachisuka, 1937
- Geelrugtroepiaal (Icterus chrysater mayensis) van Rossem, 1938
- Gele kardinaal (Pheucticus chrysopeplus dilutus) van Rossem, 1934
- Gevlekte schreeuwuil (Megascops trichopsis mesamericanus) (van Rossem, 1932)
- Gevlekte towie (Pipilo maculatus chiapensis) van Rossem, 1938
- Gevlekte towie (Pipilo maculatus griseipygius) van Rossem, 1934
- Gewone maskerzanger (Geothlypis trichas chryseola) van Rossem, 1930
- Goudbuikvireo (Vireo hypochryseus nitidus) van Rossem, 1934
- Goudsijs (Spinus tristis jewetti) (van Rossem, 1943)
- Goudstuitattila (Attila spadiceus salvadorensis) Dickey & van Rossem, 1929
- Grauw sneeuwhoen (Dendragapus fuliginosus howardi) Dickey & van Rossem, 1923
- Grijskruinspecht (Colaptes auricularis sonoriensis) van Rossem & Hachisuka, 1937
- Grijze junco (Junco hyemalis mutabilis) van Rossem, 1931
- Grijze kardinaal (Cardinalis sinuatus fulvescens) (van Rossem, 1934)
- Grijze saltator (Saltator coerulescens brevicaudus) van Rossem, 1931
- Groene gaai (Cyanocorax luxuosus centralis) (van Rossem, 1934)
- Groene gaai (Cyanocorax luxuosus cozumelae) (van Rossem, 1934)
- Groene gaai (Cyanocorax luxuosus maya) (van Rossem, 1934)
- Groenkeeljuweelkolibrie (Lampornis viridipallens nubivagus) Dickey & van Rossem, 1929
- Grote bekarde (Pachyramphus aglaiae gravis) (van Rossem, 1938)
- Grote kiskadie (Pitangus sulphuratus texanus) van Rossem, 1940
- Harlekijnmees (Baeolophus wollweberi caliginosus) van Rossem, 1947
- Harlekijnmees (Baeolophus wollweberi phillipsi) van Rossem, 1947
- Havik (Accipiter gentilis apache) van Rossem, 1938
- Kaneelkleurige amazilia (Amazilia rutila diluta) van Rossem, 1938
- Koperstaarttrogon (Trogon elegans canescens) van Rossem, 1934
- Kraagtowie (Pipilo ocai brunnescens) van Rossem, 1938
- Kraagtowie (Pipilo ocai guerrerensis) van Rossem, 1938
- Kuifbobwhite (Colinus cristatus panamensis) Dickey & van Rossem, 1930
- Leiblauwe gaai (Aphelocoma unicolor griscomi) van Rossem, 1928
- Loodkleurige vireo (Vireo plumbeus montanus) van Rossem, 1933
- Loodkleurige vireo (Vireo plumbeus pinicolus) van Rossem, 1934
- Loodkleurige vireo (Vireo plumbeus repetens) van Rossem, 1939
- Mangrovezanger (Setophaga petechia rhizophorae) (van Rossem, 1935)
- Maskertityra (Tityra semifasciata hannumi) van Rossem & Hachisuka, 1937
- Meniezanger (Myioborus miniatus connectens) Dickey & van Rossem, 1928
- Meniezanger (Myioborus miniatus hellmayri) van Rossem, 1936
- Mexicaanse whippoorwill (Antrostomus arizonae setosus) van Rossem, 1934
- Mexicaanse whippoorwill (Antrostomus arizonae vermiculatus) (Dickey & van Rossem, 1928)
- Nashvillezanger (Leiothlypis ruficapilla ridgwayi) (van Rossem, 1929)
- Okerbuikpipratiran (Mionectes oleagineus obscurus) (Dickey & van Rossem, 1925)
- Ornaatzanger (Oreothlypis superciliosa palliata) (van Rossem, 1939)
- Poorwill (Phalaenoptilus nuttallii adustus) van Rossem, 1941
- Purperborstgrondduif (Claravis mondetoura inca) van Rossem, 1934
- Purperborstgrondduif (Claravis mondetoura ochoterena) van Rossem, 1934
- Rode granaatzanger (Granatellus venustus melanotis) van Rossem, 1940
- Rode kardinaal (Cardinalis cardinalis townsendi) (van Rossem, 1932)
- Rode tiran (Pyrocephalus rubinus flammeus) van Rossem, 1934
- Roestkruingors (Aimophila ruficeps obscura) Dickey & van Rossem, 1923
- Roestkruingors (Aimophila ruficeps rupicola) van Rossem, 1946
- Roestkruingors (Aimophila ruficeps sanctorum) van Rossem, 1947
- Roestkruingors (Aimophila ruficeps simulans) van Rossem, 1934
- Roestruggors (Aimophila rufescens antonensis) van Rossem, 1942
- Roestruggors (Aimophila rufescens pectoralis) Dickey & van Rossem, 1927
- Roodbrauwwinterkoning (Troglodytes rufociliatus nannoides) Dickey & van Rossem, 1929
- Roodbuikspotlijster (Toxostoma crissale coloradense) van Rossem, 1946
- Roodhalsreiger (Egretta rufescens dickeyi) (van Rossem, 1926)
- Roodkeelsialia (Sialia sialis meridionalis) Dickey & van Rossem, 1930
- Roodkruintiran (Myiozetetes similis primulus) van Rossem, 1930
- Roodsnavelduif (Patagioenas flavirostris restricta) (van Rossem, 1930)
- Savannahgors (Passerculus sandwichensis wetmorei) van Rossem, 1938
- Smaragdarassari (Aulacorhynchus prasinus volcanius) Dickey & van Rossem, 1930
- Sonorawinterkoning (Pheugopedius felix sonorae) (van Rossem, 1930)
- Streepkopmuisspecht (Lepidocolaptes souleyetii guerrerensis) van Rossem, 1939
- Veelkleurengors (Passerina versicolor dickeyae) van Rossem, 1934
- Verreaux' duif (Leptotila verreauxi bangsi) Dickey & van Rossem, 1926
- Vijfstrepengors (Amphispiza quinquestriata septentrionalis) (van Rossem, 1934)
- Vlekrugtroepiaal (Icterus pustulatus pustuloides) Van Rossem, 1927
- Waaierzanger (Basileuterus lachrymosus schistaceus) (Dickey & van Rossem, 1926)
- Waaierzanger (Basileuterus lachrymosus schistaceus) (Dickey & van Rossem, 1926)
- Waglers oropendola (Psarocolius wagleri ridgwayi) (van Rossem, 1934)
- Wegbuizerd (Rupornis magnirostris petulans) van Rossem, 1935
- Witbuikwinterkoning (Uropsila leucogastra australis) (van Rossem, 1938)
- Witnekbaardkoekoek (Notharchus hyperrhynchus cryptoleucus) van Rossem, 1934
- Zangkwartel (Dactylortyx thoracicus salvadoranus) Dickey & van Rossem, 1928
- Zwartkeelgors (Amphispiza bilineata cana) van Rossem, 1930
- Zwartkeelgors (Amphispiza bilineata carmenae) van Rossem, 1945
- Zwartkeelgors (Amphispiza bilineata tortugae) van Rossem, 1930
- Zwartkoptroepiaal (Icterus graduacauda dickeyae) van Rossem, 1938
- Zwartkoptroepiaal (Icterus graduacauda nayaritensis) van Rossem, 1938
- Zwartstaartmuggenvanger (Polioptila melanura curtata) van Rossem, 1932
- Zwartstaartmuggenvanger (Polioptila melanura lucida) van Rossem, 1931
- Zwartwanggors (Oriturus superciliosus palliatus) (van Rossem, 1938)
- Cyanocorax morio palliatus (van Rossem, 1934)
- Glaucidium ridgwayi cactorum van Rossem, 1937
- Hapalocrex flaviventer woodi van Rossem, 1934
- Kieneria aberti dumeticola (van Rossem, 1946)
- Kieneria crissalis eremophilus (van Rossem, 1935)
- Kieneria fusca perpallida (van Rossem, 1934)
- Kieneria fusca texana (van Rossem, 1934)
- Kieneria kieneri grisior van Rossem, 1933
- Passerculus guttatus magdalenae van Rossem, 1947
- Passerculus rostratus atratus van Rossem, 1930
- Psaltriparus melanotis dimorphicus van Rossem & Hachisuka, 1938
- Toxostoma palmeri insularum van Rossem, 1930

- Gemeinsame Normdatei: 1029455821
- International Standard Name Identifier: 0000 0000 5034 4371
- Library of Congress Control Number: no96029958
- Système universitaire de documentation: 224288717
- Virtual International Authority File: 2059888
- WorldCat: E39PBJbGYgvQFJw7MQtdhPX8G3